# 慶豐金
慶豐金集團有限公司(RNA Holdings Limited)是一家1949年創立的香港公司。其後股票在香港交易所上市，上市編號是0501.HK，其上市公司集團主席是陳發柱，他是李嘉誠的多年好友，也被部份媒體稱為香港金王，不過在2005年5月，陳發柱因涉嫌詐騙15億港元及偽造賬目被捕，於2007年1月26日被區域法院判囚4年10個月，其胞弟陳發樑則被判囚4年。公司於2003年6月2日起停牌，其後，一名名叫王琼的債權人就其被慶豐金拖欠的五百萬元債項，入稟高等法院申請將慶豐金清盤。2005年7月13日，慶豐金被法庭頒令清盤，同年9月26日被撤銷上市地位。 
慶豐金集團總部地址，從前是在西營盤山道長發大廈。

## 外部參考
- 新華網:《李嘉誠出手相救未果，香港金王陳發柱涉案被拘》 （页面存档备份，存于）
- 大中華貿易網: 慶豐金集團公司介紹 （页面存档备份，存于）
- 慶豐金集團總部地址圖，西營盤山道長發大廈 （页面存档备份，存于）
- 前上市公司慶豐金前主席陳發柱及胞弟陳發樑等四被告破壞誠信、詐騙罪成，2007年1月26日宣判。[]
- 慶豐金主席囚4年10個月[]
- 慶豐金億元騙案四被告判囚[]
- 慶豐金被判即時清盤[永久]